# Philogenia peruviana
Philogenia peruviana är en trollsländeart som beskrevs av Bick 1988. Philogenia peruviana ingår i släktet Philogenia och familjen Megapodagrionidae. Inga underarter finns listade i Catalogue of Life.